# Пондероза (Каліфорнія)
Пондероза (англ. Ponderosa) — переписна місцевість (CDP) в США, в окрузі Туларе штату Каліфорнія. Населення — 51 особа (2020).

## Географія
Пондероза розташована за координатами 36°6′18″ пн. ш. 118°31′55″ зх. д. / 36.10500° пн. ш. 118.53194° зх. д. (36.104992, -118.531987).  За даними Бюро перепису населення США в 2010 році переписна місцевість мала площу 2,11 км², з яких 2,10 км² — суходіл та 0,00 км² — водойми.

## Демографія
Згідно з переписом 2010 року, у переписній місцевості мешкало 16 осіб у 9 домогосподарствах у складі 5 родин. Густота населення становила 8 осіб/км².  Було 126 помешкань (60/км²).
Расовий склад населення:
| - 81,3 % — білих - 6,3 % — осіб інших рас |

До двох чи більше рас належало 12,5 %. Частка іспаномовних становила 25,0 % від усіх жителів.
За віковим діапазоном населення розподілялося таким чином: 12,5 % — особи молодші 18 років, 31,2 % — особи у віці 18—64 років, 56,3 % — особи у віці 65 років та старші. Медіана віку мешканця становила 65,3 року. На 100 осіб жіночої статі у переписній місцевості припадало 100,0 чоловіків;  на 100 жінок у віці від 18 років та старших — 100,0 чоловіків також старших 18 років.
Цивільне працевлаштоване населення становило 0 осіб. 